# Enrique Federico Curiel Alonso
Enrique Federico Curiel Alonso (Vigo, 15 d'abril de 1947 - Madrid, 2 de març de 2011) fou un polític i politòleg espanyol.

## Biografia
Llicenciat en Ciències polítiques, va ser professor titular a la Facultat de Ciències Polítiques i Sociologia de la Universitat Complutense de Madrid de 1993 a 2004 i des de 2008. Després d'estudiar el batxillerat a la seva Galícia natal, va arribar a Madrid el 1965. A la universitat es va incorporar primer al Partit Socialista de l'Interior (PSI), dirigit per Enrique Tierno Galván, per passar el 1968 al Partit Comunista d'Espanya. Va desenvolupar una intensa tasca al Sindicat Democràtic d'Estudiants Universitaris de Madrid i va exercir un important paper, juntament amb la seva companya i mentora Pilar Brabo, en la direcció del potent Comitè Universitari del Partit Comunista d'Espanya, partit del que anys després va arribar a ser vicesecretari general en temps de Gerardo Iglesias. Va formar part d'Izquierda Unida, durant els primers temps d'aquesta formació política, la qual va abandonar el 1988 per diferències amb el llavors coordinador general d'aquesta, Gerardo Iglesias. El 1990 va ingressar al Partit Socialista Obrer Espanyol (PSOE).

## Càrrecs electes
Entre 1986 i 1988 va ser diputat en el Congrés dels Diputats a les llistes d'Esquerra Unida, elegit per la circumscripció de Còrdova. Entre 1991 i 1993 va ser regidor a l'Ajuntament de Madrid, elegit a les llistes del PSOE. Entre 1993 i 1996 va ser diputat en el Congrés, elegit en les llistes del PSOE, per Pontevedra. L'any 2004 va ser elegit pel Senat espanyol en les llistes del PSOE, també per la circumscripció de Pontevedra, sent secretari del grup parlamentari socialista i mantenint el seu escó fins al 2008.